# La Cuesta, Tabasco
La Cuesta är en ort i Mexiko.   Den ligger i kommunen Tacotalpa och delstaten Tabasco, i den sydöstra delen av landet, 700 km öster om huvudstaden Mexico City. La Cuesta ligger 58 meter över havet och antalet invånare är 118.
Terrängen runt La Cuesta är huvudsakligen kuperad, men åt nordväst är den bergig. La Cuesta ligger nere i en dal. Runt La Cuesta är det ganska tätbefolkat, med 70 invånare per kvadratkilometer. Närmaste större samhälle är Amatán, 5,8 km sydväst om La Cuesta. I omgivningarna runt La Cuesta växer i huvudsak städsegrön lövskog.